# Turmstraße (metropolitana di Berlino)
La stazione di Turmstraße è una stazione della metropolitana di Berlino, sulla linea U9.

## Storia
La stazione di Turmstraße venne aperta all'esercizio il 28 agosto 1961, come parte della nuova linea G (oggi U9).

## Strutture e impianti
L'impianto, identificato dal codice "Tm", dista 675 m dalla stazione precedente (Birkenstraße) e 920 m da quella successiva (Hansaplatz).

## Interscambi
- Fermata autobus
- Fermata tram

### Esplicative
1. ↑  La numerazione delle linee metropolitane di Berlino venne introdotta nel 1966.

### Bibliografiche
1. ↑  Lemke e Poppel (1992), p. 62.
2. 1 2  Lemke e Poppel (1992), p. 159.
3. 1 2  Seefeldt (2011), p. 4.